# Strepsylla taluna
Strepsylla taluna är en loppart som beskrevs av Traub et Johnson 1952. Strepsylla taluna ingår i släktet Strepsylla och familjen mullvadsloppor. Inga underarter finns listade i Catalogue of Life.